# Huis de Geer

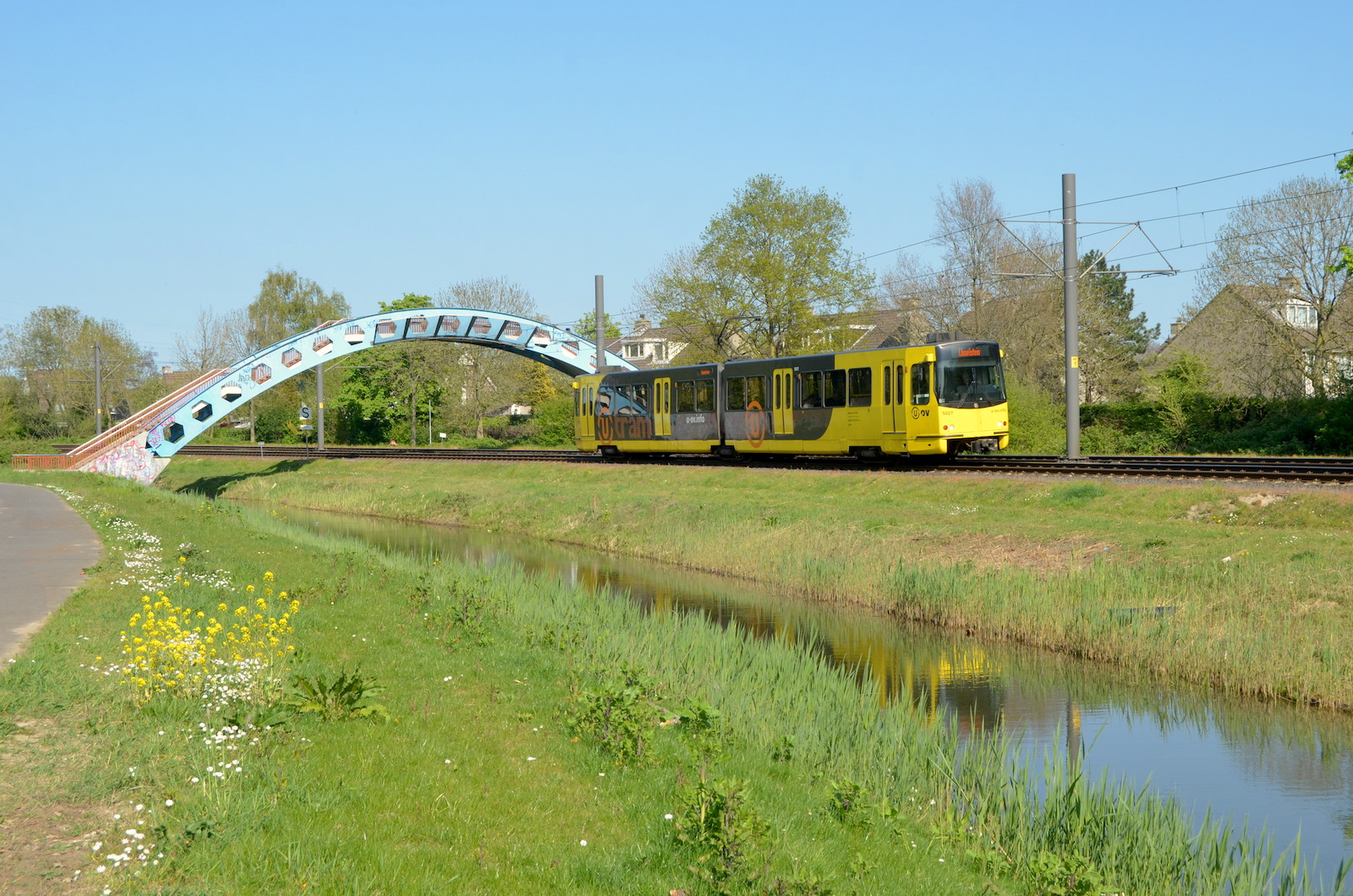
Loopbrug over de sneltrambaan tussen de wijken Blokhoeve en Huis de Geer.

Huis de Geer is een wijk van Nieuwegein, in de Nederlandse provincie Utrecht. De wijk is ingeklemd tussen de sneltram in het noorden en westen, en het Merwedekanaal in het zuidoosten. Huis de Geer grenst met de klok mee aan de Nieuwegeinse wijken Plettenburg, Zuilenstein, de Blokhoeve en Galecop. De wijk heeft 692 inwoners (2018).

## Geschiedenis
De wijk is vernoemd naar Huis de Geer, een buitenhuis van het adellijke geslacht De Geer, die tevens Huis Oudegein in hun bezit hadden en hebben.

## Kenmerken
Aan de noordkant bevindt zich de Jutphasebrug die Nieuwegein-Noord en de Utrechtse wijk Zuidwest met elkaar verbindt. Pal ernaast bevindt zich de Jutphasespoorbrug, waar de Utrechtse sneltram overheen rijdt. Langs het Merwedekanaal, aan de Utrechtsestraatweg bevinden zich enkele woonboten. Ten oosten daarvan bevindt zich de Zuidersluis, die het Merwedekanaal met het Amsterdam-Rijnkanaal verbindt.
Aan de westkant is de sneltrambaan al bij de aanleg voorzien van een loopbrug naar de wijk Blokhoeve. Enkele honderden meters noordelijker bevindt zich een tweede loopbrug die recenter is aangelegd.
Woonwijken: Batau-Noord · Batau-Zuid · Blokhoeve · Doorslag · Fokkesteeg · Galecop · Hoog-Zandveld · Huis de Geer · Jutphaas-Wijkersloot · Lekboulevard · Merwestein · Stadscentrum · Vreeswijk · Zandveld · Zuilenstein

Overige wijken: Het Klooster · Hoge Landen · Laagraven-Liesbosch · Oudegein · Plettenburg · De Wiers

Voormalige gemeenten: Jutphaas · Vreeswijk

Utrecht · Plaatsen in de provincie      Nederland · Provincies · Gemeenten